# Hôtel Franquinet
L'ancien hôtel Franquinet est un immeuble classé datant du XVIIe siècle situé dans la ville de Verviers en Belgique (province de Liège).

## Localisation
Cet ancien hôtel particulier est situé dans le centre historique de Verviers, aux nos 44, 46 et 48 de la rue des Raines, une ancienne artère de la rive gauche de la Vesdre possédant plusieurs immeubles classés. Il jouxte la maison Cornet qui abrite le musée d'archéologie et du folklore.

## Historique
La demeure a été construite au cours du XVIIe siècle pour la famille Franquinet. Lambert Franquinet (1634-1724) et son fils prénommé aussi Lambert (1667-1737), seigneur de Grand-Rechain, y ont vécu. Des remaniements sont opérés au XVIIIe siècle et au XIXe siècle. L'immeuble est morcelé à la fin du XVIIIe siècle et se présente aujourd'hui sous la forme de trois immeubles à appartements contigus avec entrées propres (le no 44 se situe à droite, le no 46 au centre et le no 48 à gauche).

## Description
La façade possède dix travées et trois niveaux (deux étages). Le rez-de-chaussée est réalisé en pierre calcaire équarrie. Il possède deux portes d'entrée avec baies d'imposte aux nos 44 et 48 tandis que le rez-de-chaussée du no 46 a été complètement remanié. Un bandeau de pierre calcaire délimite le rez-de-chaussée et le premier étage et court sur toute la largeur du bâtiment. Les deux étages sont réalisés en colombage mais ce colombage est n'est pas visible car il est recouvert d'un enduit blanc. La façade est surmontée par une corniche à cymbales, témoin de la construction primitive.

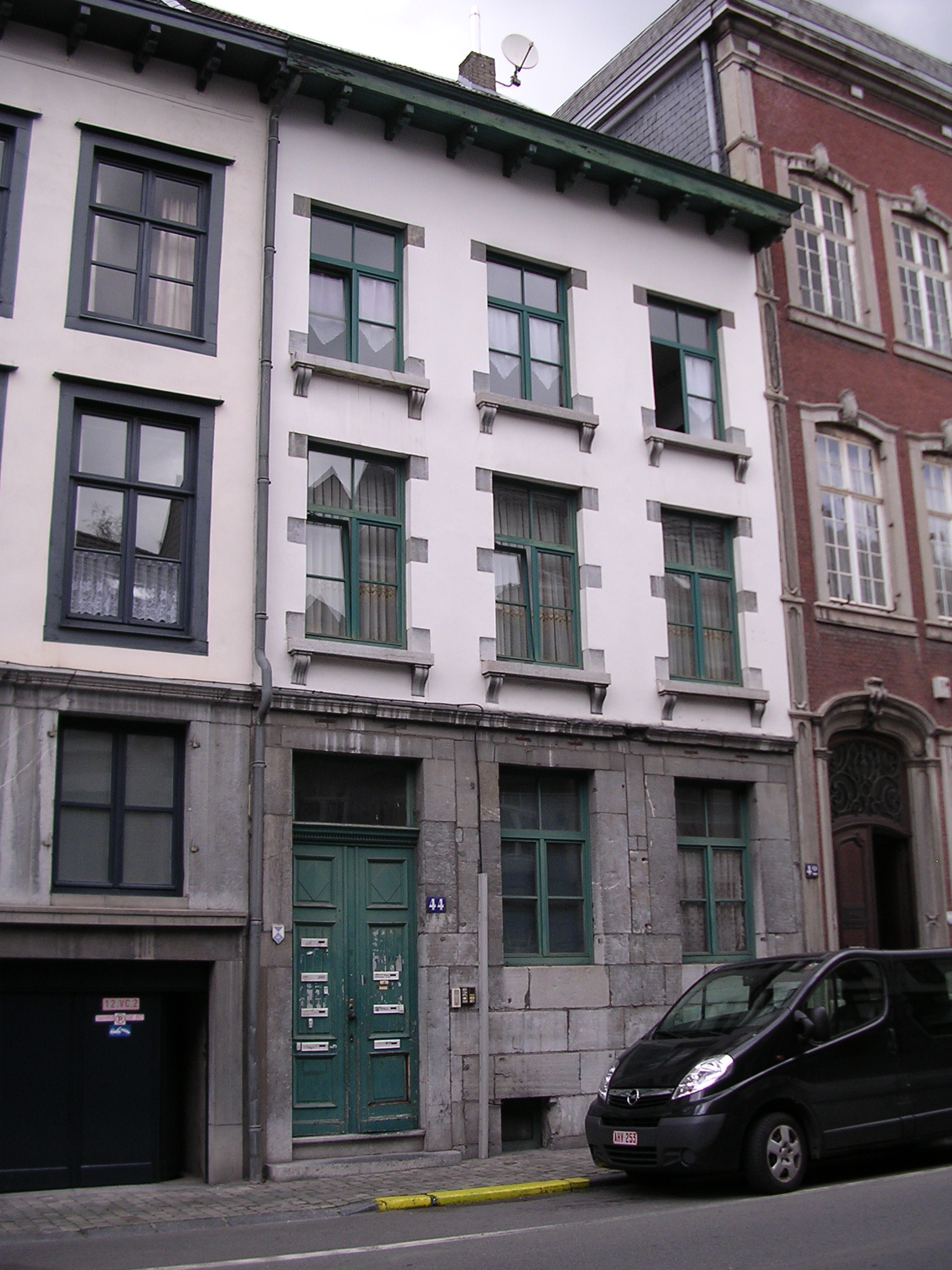
Travée de droite du no 46 et no 44